# Polypedilum baniva
Polypedilum baniva är en tvåvingeart som beskrevs av Bidawid och Ernst Josef Fittkau 1996. Polypedilum baniva ingår i släktet Polypedilum och familjen fjädermyggor. Inga underarter finns listade i Catalogue of Life.